# Мочалин, Николай Захарович
Никола́й Заха́рович Моча́лин (30 апреля 1896, Иркутск, Российская империя — 26 августа 1958, Симферополь, СССР) — известный русский учёный-медик, терапевт, доктор медицинских наук, профессор Иркутского мединститута; также известен как советский государственный деятель .

## Биография
Родился в 1896 году в Иркутске.
В 1914—1920 гг. — студент Медицинского факультета Томского государственного университета, получил диплом врача. В революционных событиях и в боевых действиях Гражданской войны не участвовал.
После обучения вернулся в родной город, в 1921 и 1922 гг. работал врачом-исследователем в Иркутском химико-бактериологическом институте. В 1923—1926 работал здесь же ассистентом Кафедры пропедевтики внутренних болезней Медицинского факультета Иркутского государственного университета. Затем с 1926 года доцент Н.З. Мочалин назначен заведующим Факультетскими клиниками Иркутского мединститута Наркомздрава СССР, одновременно он также читает лекции студентам-медикам. В 1929 на пост заведующего кафедрой был назначен прибывший в Иркутск профессор В.Ф. Кабанов, доцент Н.З. Мочалин переведён ему в подчинение научным работником.
В 1931 году Н.З. Мочалин переведён на Кафедру факультетской терапии Иркутского мединститута, где ведёт приват-доцентский курс по клинической лаборатории (до 1934). С 1934 по 1957 гг. — заведующий этой Кафедрой.
В 1937 году, после защиты докторской диссертации по уровской болезни, Н.З. Мочалину была присвоена учёная степень доктора медицинских наук и звание профессора.
Он много сил отдаёт становлению Кафедры пропедевтики, его отличают энтузиазм и высокая работоспособность, способность сплотить и вдохновить сотрудников. При этом, кроме основной медицинской, научной и образовательной деятельности в те годы первых пятилеток студенты и преподаватели вуза работали на лесоповале, заготовке угля, выезжали в многочисленные врачебные экспедиции в глухие северные районы Сибири и Забайкалья.
С 1937 года при непосредственном участии профессора Н.З. Мочалина при кафедре начинают работать областные Курсы усовершенствования врачей. Кафедра ведёт обширную научно-исследовательскую деятельность, совмещая её с практической работой в здравоохранении. Тематика научной работы была обширной: уровская болезнь, болезни крови, санаторно-курортное дело в условиях Прибайкалья.
С началом Великой Отечественной войны кафедра и клиники работали с особым напряжением. В эти годы профессор Н.З.Мочалин работал главным терапевтом отдела эвакогоспиталей при Иркутском областном Отделе здравоохранения и изучал проблемы алиментарной дистрофии и других расстройств питания, токсикологии некоторых боевых отравляющих веществ.
В послевоенные годы продолжалось развитие материальной базы кафедры и клиники, лечебного и учебного процессов. Научные исследования были посвящены вопросам курортологии, пирогенной терапии бронхиальной астмы, подкожного введения кислорода при тяжёлой лёгочной патологии. Работа профессора Н.З. Мочалина была отмечена высокими правительственными наградами.
Он также активно участвовал в общественной жизни края: избирался членом горкома ВКП(б), депутатом местных советов. Избирался депутатом Верховного Совета СССР II созыва. Председатель Иркутского терапевтического общества, член правления Всесоюзного общества терапевтов.
Ещё в 1934 году Н.З. Мочалину было присвоено почётное звание «Заслуженный врач Бурят–Монгольской АССР».
В 1956 году профессор Н.З. Мочалин вышел на пенсию, но некоторое время продолжал ещё заведовать своей кафедрой. В 1957 году он с семьёй уехал жить в Симферополь.
Умер в августе 1958 года в Симферополе.

## Награды и звания
- орден «Знак Почёта»
- медаль «За победу над Германией в Великой Отечественной войне 1941—1945 гг.» (1945)
- медаль «За доблестный труд в Великой Отечественной войне 1941—1945 гг.» (1946)
- знак «Отличник здравоохранения СССР»
- почётное звание и знак «Заслуженный врач Бурят–Монгольской АССР» (1934)